# Santa María Ixcatlán
Santa María Ixcatlán là một đô thị thuộc bang Oaxaca, México. Năm 2005, dân số của đô thị này là 573 người.